# Tujarontó ormányos
A tujarontó ormányos (Pachyrhinus lethierryi) az ormányosbogár-félék családjába tartozó, Európában honos, zárvatermő fákon, bokrokon élő  bogárfaj. 

## Megjelenése
A tujarontó ormányos testhossza 3,5-4,5 mm. Alkata megnyúlt szárnyfedőinek széle nagyjából párhuzamos. Alapszíne fekete, de egész testét zöld pikkelyek borítják sűrűn. A fején lehetnek fehér pikkelyek és ismert egy rózsaszínes hasú (var. lostiae) változat is. Lábai barnák, a combok (és részben a lábszárak) sötétek és zöldpikkelyesek. Hosszú és vékony csápjainak első hosszú íze barna, utána sötét, a vége bunkós. Feje domború, oldalnézetben lehajlóan íves. Ormányán a csáptövek között egy pikkelytelen gerinc húzódik. Fekete szemei viszonylag nagyok, domborúak. Az előhát oldalai domborúak, kicsivel a középvonal alatt a legszélesebb, alsó határa egyenes vonalú. A szárnyfedők megnyúltak, vállai lekerekítettek, a közepe alatt a legszélesebbek. Oldalnézetben első kétharmada viszonylag lapos, majd merészen leível a végpontig. Felszínét sűrűn borítják a fekvő helyzetű, elliptikus pikkelyek, valamint a finom szőrök. Lábai hosszúak és erősek, az első láb combja erősen fogazott. Karmai a tövüknél összenőttek.

## Elterjedése
Eredetileg mediterrán elterjedésű volt, Dél-Franciaországban, Korzikán, Szardínián és Szicílián élt, de az 1980-es évektől északra és keletre is terjedni kezdett. Ma a Brit-szigetektől (ahol 2003-ban regisztrálták) egészen Törökországig (itt 2018-ban jelent meg) megtalálható. 

## Életmódja
Különféle nyitvatermőkön él, melyek közül sokat használnak dísznövényként a kertekben és a parkokban. Ilyen többek között a nyugati tuja, a Leyland-ciprus, a Lawson-ciprus vagy különféle vad és nemesített borókák. Jellemzően a kertekben és parkokban található meg, és bár jól repül, többnyire nem távolodik el messzire tápnövényeitől. Tavasszal vagy kora nyáron párzik. Lárvája a fa gyökerei között a talajban él, ahol áttelel, majd a következő tavasszal bebábozódik. Az imágók május-júniusban kelnek ki és párzás-peterakás után nem sokkal el is pusztulnak, csak ritkán érik meg az augusztust. 

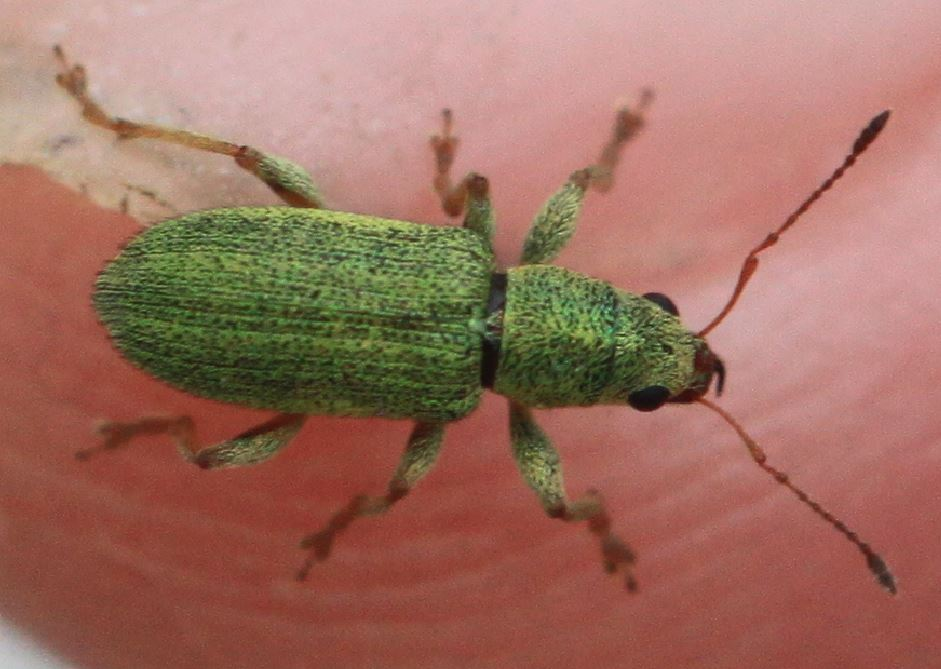
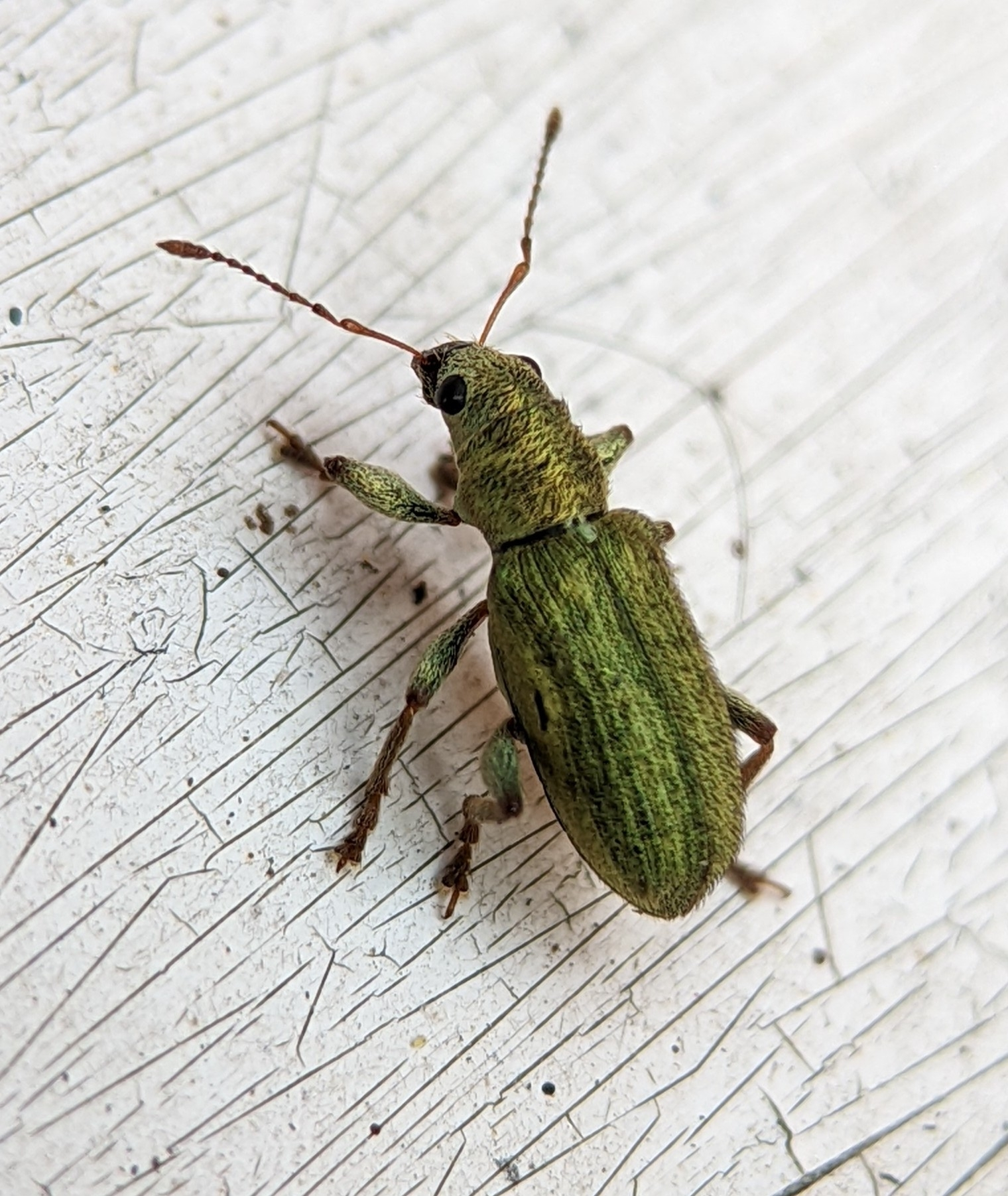
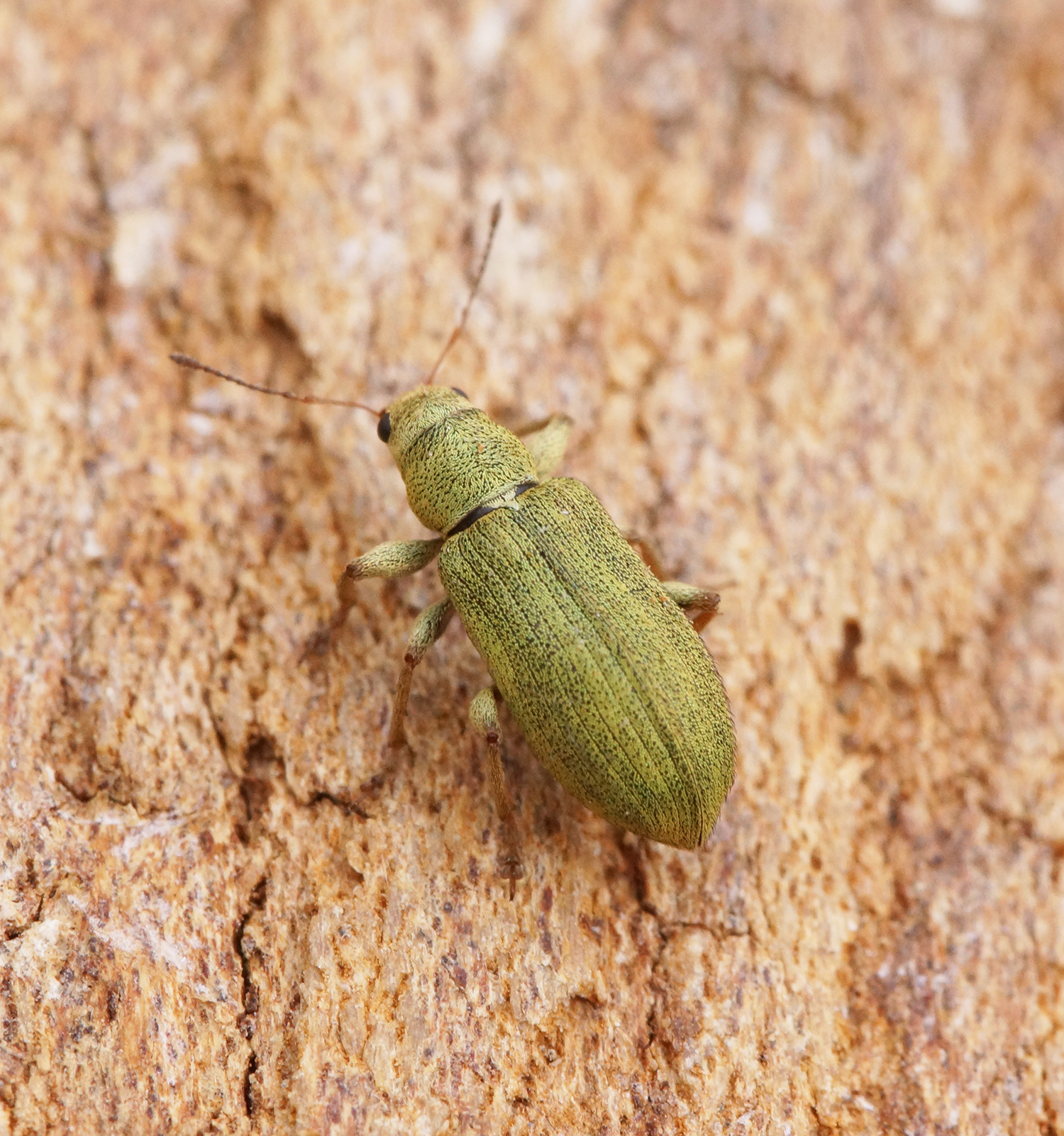
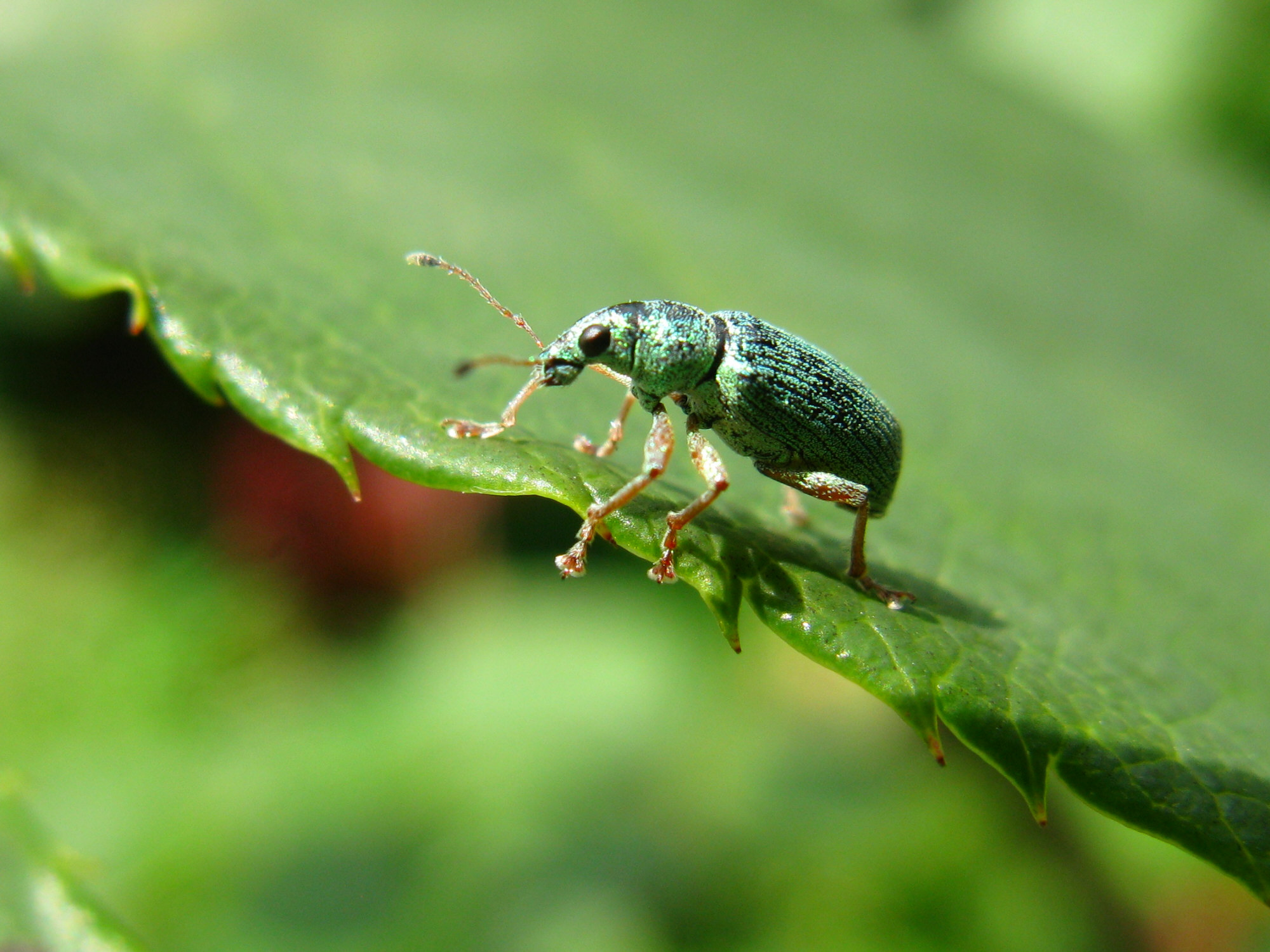

Magyarországon nem védett.